# Colocleora delphinensis
Colocleora delphinensis är en fjärilsart som beskrevs av Pierre E.L. Viette 1973. Colocleora delphinensis ingår i släktet Colocleora och familjen mätare. Inga underarter finns listade i Catalogue of Life.